# Гандшин, Жак
Жак Гандшин (также встречается написание Хандшин), при рождении Яков Яковлевич Гандшин (фр. Jacques Handschin; 5 апреля 1886, Москва — 25 ноября 1955, Базель) — швейцарский и российский органист, музыковед и источниковед.

## Биография
Учился в Петропавловском мужском училище при лютеранской церкви свв. Петра и Павла в Москве. После обучения органному исполнительству в Мюнхене у Макса Регера, в Лейпциге у Карла Штраубе и в Париже у Шарля Мари Видора вернулся в Россию, с 1907 г. выступал с органными концертами, с 1909 г. преподавал в Петербургской консерватории (с 1915 — профессор), был органистом лютеранской церкви Святого Петра. Среди учеников Гандшина, в частности, были Николай Ванадзинь, Лев Аб, в органном классе Гандшина занимался и Сергей Прокофьев. По инициативе Гандшина к органной музыке обратились русские композиторы Александр Глазунов, Сергей Танеев, Сергей Ляпунов, Цезарь Кюи и др.; Гандшин включил их сочинения в издаваемую им в Париже антологию «Современные мастера органа» (фр. Les maîtres contemporains de l'orgue; 1913—1914). Как утверждает В. Г. Карцовник, «ранние тексты Гандшина, в том числе его русская диссертация о музыкальной культуре XIV века, большей частью погибли, и на Западе ему пришлось начинать все с начала».
В 1920 г. уехал в Швейцарию, работал органистом в Санкт-Галлене, Цюрихе и Базеле. С 1930 — профессор истории музыки в Базельском университете. С 1936 — вице-президент Международного общества музыковедения.
Основные труды Гандшина посвящены истории средневековой музыки. Помимо этого он опубликовал монографии о М. П. Мусоргском (1924), К. Сен-Сансе (1930), И. Ф. Стравинском (1933), книгу «История музыки в кратком изложении» (нем. Musikgeschichte im Überblick; 1948) и теоретический труд «Качество звука: Введение в звуковую психологию» (нем. Der Toncharakter: Eine Einführung in die Tonpsychologie; 1948).
В 2009 г. Швейцарское музыковедческое общество учредило Премию имени Гандшина для молодых исследователей.